# Míltos Kírkos
Miltiádis Kírkos (Μιλτιάδης Κύρκος / Miltiádis Kírkos), souvent appelé Míltos Kírkos (Μίλτος Κύρκος / Míltos Kírkos), né le 1er avril 1959 à Athènes, est un homme politique grec, membre de La Rivière.

## Biographie
Il est le fils de Leonídas Kýrkos.
Le 25 mai 2014, il est élu député européen.